# We Shall Overcome
We Shall Overcome (letteralmente "(lo) supereremo") è una canzone di protesta pacifista che divenne un inno del movimento per i diritti civili negli Stati Uniti d'America.

## Storia
La canzone deriva forse da una canzone gospel, probabilmente del 1903, del reverendo Charles Tindley di Philadelphia, che conteneva il verso ripetuto più volte "I'll overcome some day" oppure da una canzone gospel successiva che conteneva i versi "Deep in my heart, I do believe / I'll overcome some day.". A Charleston (Carolina del Sud) nel 1946, i dipendenti dell'American Tobacco Company in sciopero, per lo più donne afro-americane, stavano cantando degli inni durante un cordone per un picchetto. Una donna di nome Lucille Simmons cantò una versione della canzone cambiando il testo in "We'll Overcome". Zilphia Horton, una donna bianca e moglie del cofondatore della Highlander Folk School (successivamente chiamato Highlander Research and Education Center) la imparò da lei. L'anno dopo la insegnò a Pete Seeger.
Seeger (o qualcun altro, lui stesso ha dichiarato che potrebbe essere stata Septima Clark) sostituì "We will overcome" con "We shall overcome"; Seeger aggiunse alcuni versi ("We'll walk hand in hand", "The whole wide world around") e la insegnò al cantante californiano Frank Hamilton, che a sua volta la insegnò a Guy Carawan, che la reintrodusse all'Highlander nel 1959. Da lì fu diffusa oralmente e divenne un inno dei sindacati afro-americani nel sud degli Stati Uniti e dell'attivismo per i diritti civili. Dal 1963 la canzone fu legata a Joan Baez che la registrò e la cantò in numerose marce per i diritti civili. Anche Bruce Springsteen ha reinterpretato la canzone: la sua versione è stata inclusa nel tributo Where Have All the Flowers Gone: A Tribute to Pete Seeger, e nel suo album del 2006 We Shall Overcome: The Seeger Sessions.
I lavoratori agricoli negli Stati Uniti cantarono la canzone in spagnolo durante gli scioperi e i boicottaggi della vendemmia alla fine degli anni '60. La versione galiziana "Venceremos nós" è stata l'inno del movimento studentesco contro la dittatura all'Università di Santiago di Compostela negli anni 1967-68. La canzone fu poi utilizzata anche in Sudafrica durante gli ultimi anni del movimento anti-apartheid. In India, la traduzione letterale in hindi "Hum Honge Kaamyab / Ek Din" divenne una canzone patriottica negli anni '80 e cantata ancora oggi.

## Cover in italiano
Nel 1968 è stata incisa dal complesso beat torinese The Phantom's, insieme all'attore d'avanguardia Eligio Irato, tradotta in italiano con il titolo Noi trionferemo, scritta da Luigi Nagliero.

## Copyright e diritti
Il copyright della canzone è detenuto da Seeger, Carawan e Hamilton. Seeger spiegò che registrò un copyright consigliato dal suo editore per evitare che qualcun altro lo facesse. "All'epoca non sapevamo il nome di Lucille Simmons" [Seeger, 1993, 33]. I diritti della canzone vanno tutti al fondo "We Shall Overcome" usato per favorire espressioni culturali che coinvolgano afro-americani nel sud degli Stati Uniti (Highlander Reports)